# رادوفان راداكوفتش
رادوفان راداكوفتش (بالصربية: Радован Радаковић)‏ هو لاعب كرة قدم ومدرب كرة قدم صربي في مركز حراسة المرمى، ولد في 6 فبراير 1971 في زمون ‏ في النمسا. شارك مع منتخب صربيا والجبل الأسود لكرة القدم. أما مع النوادي، فقد لعب مع رويال كلوب تيلير وستاندارد لييج وشتورم غراتس ونادي أوبليتش ونادي بارتيزان ونادي زيمون.

## وصلات خارجية
- رادوفان راداكوفتش على موقع قاعدة بيانات كرة القدم.إي يو (الإنجليزية)
- رادوفان راداكوفتش على موقع ناشيونال فوتبول تيمز (الإنجليزية)
- رادوفان راداكوفتش على موقع عالم كرة القدم.نت (الإنجليزية)